# 鮎川義介
鮎川 義介（あゆかわ よしすけ/あいかわ よしすけ、 1880年（明治13年）11月6日 – 1967年（昭和42年）2月13日）は、日本の実業家、政治家。日産コンツェルン創始者である。満洲重工業開発株式会社総裁、貴族院議員、帝国石油株式会社社長、石油資源開発株式会社社長、参議院議員などを歴任した。

## 生涯

### 生い立ち
明治13年（1880年）、旧長州藩士・鮎川弥八（第10代当主）を父とし、明治の元勲・井上馨の姪を母として山口県吉敷郡大内村（現在の山口市大内地区）に生まれる。
山口県立山口尋常中学校、旧制山口高等学校を経て、1903年（明治36年）に東京帝国大学工科大学機械科を卒業。芝浦製作所に入社。身分を明かさない条件で日給48銭の職工となる。その後、当時の技術はすべて欧米の模倣であったので、現地の状況を体験すべく渡米。約1年強を可鍛鋳鉄工場（Gould Coupler Company : グルド・カプラー社）で労務者として働く。

### 実業家として
1910年（明治43年）、井上馨の支援を受けて福岡県遠賀郡戸畑町（現・北九州市戸畑区）に、東洋初の可鍛鋳鉄製造会社として戸畑鋳物株式会社（現プロテリアル、日産自動車）を創立し、マレブル（黒芯可鍛鋳鉄） 継手を製造。継手の表面が瓢箪のように滑らかであってほしいという思いを込めて「瓢箪印」をトレードマークにし、ヒット製品となる。
1921年（大正10年）、当時としては珍しい電気炉による可鍛鋳鉄製造開始。1922年（大正11年）、大阪に株式会社木津川製作所を設立（現在の桑名金属工業株式会社の前身）。戸畑鋳物から継手営業・商標権、「瓢箪印」の商標を戸畑鋳物株式会社から譲渡し、継手を製造。その後、先端的な国産初の電気製鋼に成功していた安来製鋼所（現在のプロテリアル 安来工場）を吸収合併した。1924年（大正13年）には農業用・工業用・船舶用石油発動機製造販売開始。
1926年（大正15年）、株式会社木津川製作所・帝国鋳物株式会社（福岡県若松市（現・北九州市若松区））を吸収合併。合併後東洋一のロール工場と言われる。
1928年（昭和3年）、義弟・久原房之助の経営する久原鉱業の社長に就任し、同社を日本産業（日産）と改称。久原鉱業は、当時は、第一次世界大戦後の恐慌と久原の政界入りで経営破綻に瀕していた。立憲政友会の田中義一（元陸軍大将）らの再建の懇請に鮎川は渋々応じた。会社を持株会社に変更し、公開持株会社として傘下に、日産自動車・日本鉱業（同年12月、日本産業株式会社に社名変更）・日立製作所・日産化学・日本油脂・日本冷蔵・日本炭鉱・日産火災・日産生命など多数の企業を収め、日産コンツェルンを形成。
1929年（昭和4年） 戸畑鋳物東京製作所（深川）を新設し、自動車用マレブル鋳鉄製造開始。同年4月24日、日本産業の鉱業部門が分離独立、日本鉱業株式会社を設立。
1933年（昭和8年）、自動車工業株式会社（現在のいすゞ自動車）よりダットサンの製造権を無償で譲り受け、同年12月ダットサンの製造のために自動車製造株式会社を設立する。
1934年（昭和9年）、安来製鋼所を吸収合併。

### 満洲国へ

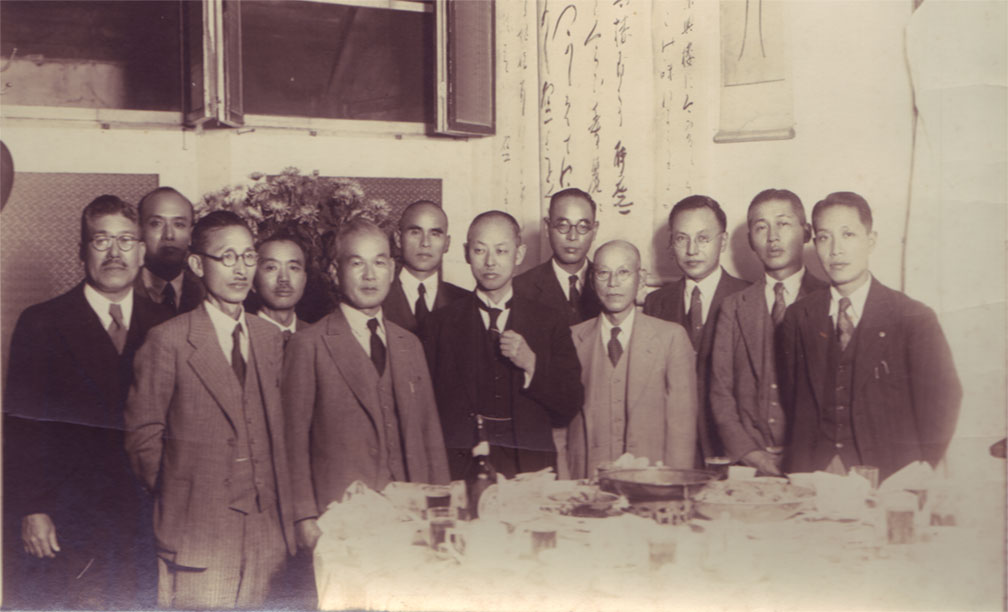
満洲重工業総裁時代

1934年（昭和9年）、自動車製造株式会社を日産自動車株式会社と改称。同年『ドイツ系ユダヤ人五万人の満洲移住計画について』と題する論文を発表。5万人のドイツ系ユダヤ人を満洲国に受け入れ、同時にユダヤ系アメリカ資本の誘致を行うことにより、満洲の開発を促進させると共に、同地を仮想敵国であるソビエト連邦（ソ連）に対する防壁とする構想（満蒙問題、反共主義#南京事件から広田三原則まで、防共協定も参照）を、ユダヤ専門家として知られる陸軍大佐・安江仙弘、海軍大佐・犬塚惟重、関東軍のいわゆる「大陸派」（満洲進出を求めた多くの軍閥）に立案した（のち河豚計画へと展開する）。これにより、関東軍の後ろ盾を得る。南満洲鉄道（満鉄）の理事だった松岡洋右 ものちに河豚計画に参加。
1935年（昭和10年）、戸畑鋳物を国産工業株式会社に社名変更（事業活動の拡大に社名が相応しくなくなったため）。同年、東京市民に憩の場を提供する目的で伊豆大島に私財を投じて公園を設立（後に東京都が買い上げて都立大島公園となる）。
1937年（昭和12年）、野口遵、森矗昶など当時の「財界新人三羽烏」の一人として、満洲国の経済運営で巨大な満鉄が影響力を持つことを嫌った関東軍の求めに応じ、日本産業を満洲国に移し、満洲重工業開発株式会社（満業）として初代総裁・相談役に就任。同時に満洲国顧問・貴族院勅選議員・内閣顧問を兼務した。当時の満洲国の軍・官・財界の実力者「弐キ参スケ」の1人とされた。弐キ参スケとは東條英機（関東軍参謀長）・星野直樹（国務院総務長官）、鮎川義介、岸信介（総務庁次長）、松岡洋右（満鉄総裁）である。鮎川・岸・松岡の3人は「満洲三角同盟」とも称された。
同年、国産工業、株式会社日立製作所との対等合併。鮎川が満業立ち上げのため、 以前から関係のあった日立製作所の小平浪平に国産工業株式会社の経営を頼んだ。
1939年（昭和14年）頃には白洲次郎らと世界情勢を語り合い、ドイツと英仏間の戦争は、英仏の勝利との結論を得る。関東軍との関係悪化から日産グループの満洲撤退を検討。1942年（昭和17年）頃に満業の総裁を辞任して副総裁の高碕達之助に交代。1943年（昭和18年）11月17日に藤原銀次郎が東條内閣に入閣すると、五島慶太・鈴木貞一らと内閣顧問に就任。

### 太平洋戦争後

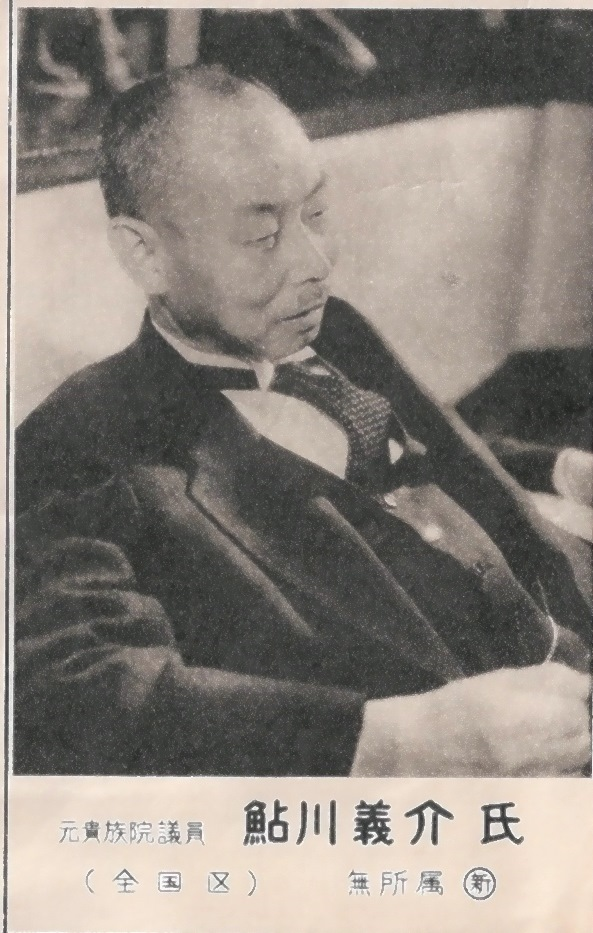
1953年4月24日に行われた第3回参議院議員通常選挙で当選したときの鮎川義介、世界通信より

1945年（昭和20年）12月2日、連合国軍最高司令官総司令部（GHQ）は日本政府に対し前満洲重工業総裁の肩書を有する鮎川を逮捕するよう命令（第三次逮捕者59名中の1人）、巣鴨拘置所に20か月拘置されたが、容疑が晴れる。獄中にて日本の復興策を練る。1952年（昭和27年）、日産グループ各社の出資を得て中小企業助成会を設立。会長に就任。以後、中小企業の振興に尽力。1953年（昭和28年）、帝国石油社長、石油資源開発社長。参議院議員に当選。
1956年（昭和31年）、日本中小企業政治連盟（中政連）を創立し、総裁に就任。その後、主に政治家としての晩年を送る。また、同年設立された全国中小企業団体中央会の会長にも就く。この間、岸内閣経済最高顧問、東洋大学名誉総長。産業計画会議委員（議長・松永安左エ門）就任。
1959年（昭和34年）、全国区より参議院に再度当選したが、同時に当選した次男金次郎派運動員の選挙違反容疑が高まり、12月に責任をとり議員辞職。

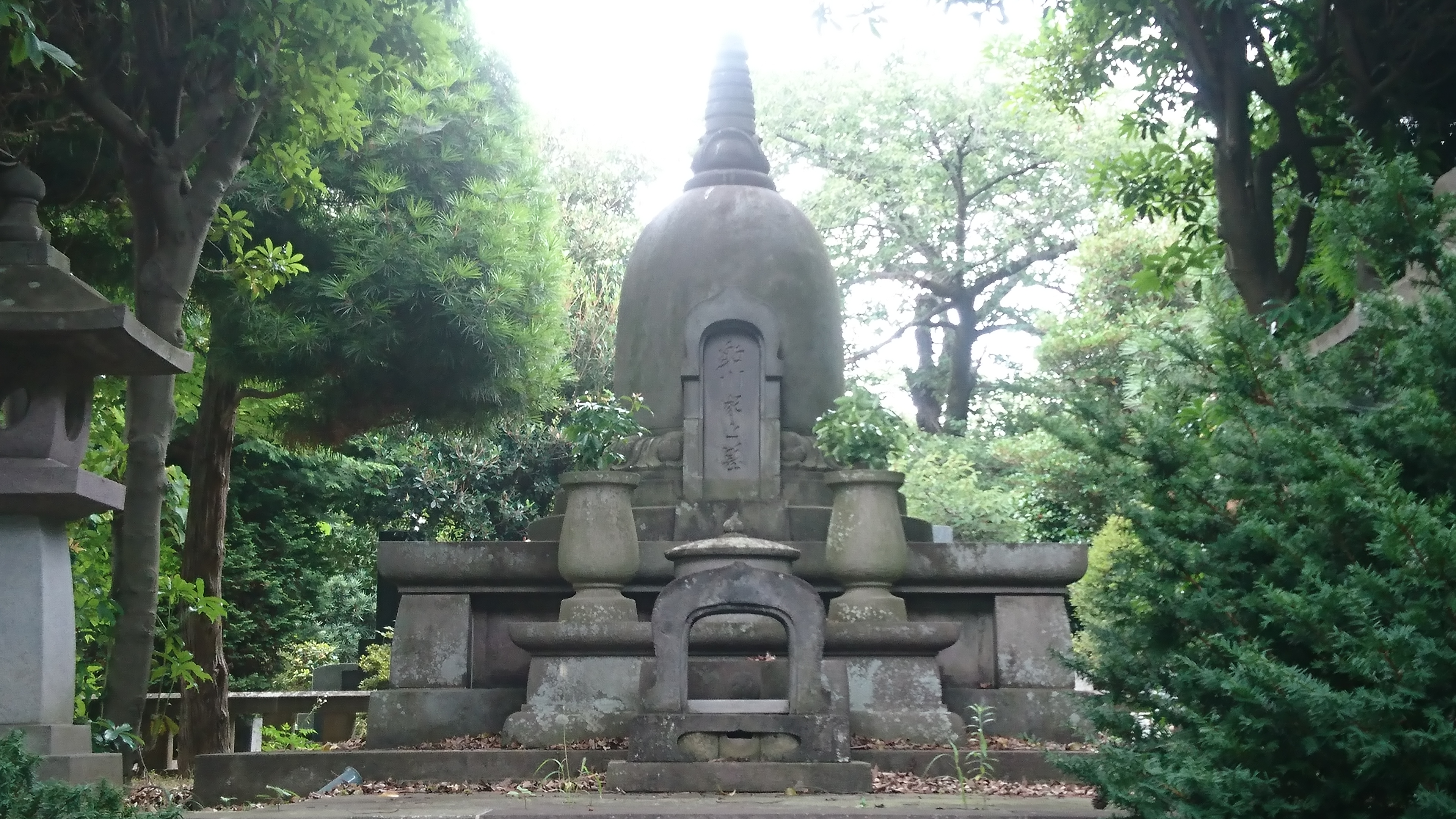
多磨霊園にある鮎川家の墓

1966年（昭和41年）、持病の胆嚢炎を日本医科大学付属病院で手術したが、高齢により回復がはかどらず入院が長引く。1967年（昭和42年）2月13日、合併症となった急性肺炎のため転院先の駿河台杏雲堂病院で死去した。86歳没。翌14日、特旨を以て位四級を追陞され、死没日付をもって従五位から従三位勲一等に叙され、瑞宝章を追贈された。
墓所は多磨霊園。

## 著書
- 『新資本主義と持株会社』東京銀行集会所〈銀行叢書 第21編〉、1934年12月。NDLJP:1709697 NDLJP:1712156 NDLJP:2388071。
- 『物の見方考へ方』実業之日本社、1937年5月。NDLJP:1231977。
  - 『物の見方考へ方』（改訂普及版）実業之日本社、1937年9月。NDLJP:1258006。
- 『「日産」の満洲移駐 私の対満産業開発抱負』東洋経済出版部〈東洋経済パンフレツト 第27輯〉、1937年11月。NDLJP:1441593。
- 『中小企業助成計画』中小企業助成会、1952年10月。
- 友田壽一郎 編『鮎川義介縱横談』創元社、1953年4月。
- 友田壽一郎 編『私の考え方』ダイヤモンド社、1954年9月。
- 『私の人生設計』大蔵出版、1955年12月。
- 『随筆 五もくめし』ダイヤモンド社、1962年2月。
- 『百味箪笥 鮎川義介随筆集』愛蔵本刊行会、1964年9月。
- 『稲山嘉寛・嶋田卓弥・林房雄・諸橋轍次・鮎川義介』日本経済新聞社〈私の履歴書 第24集〉、1965年6月。
  - 新版『鮎川義介・松田恒次・北沢敬二郎・久保田豊・井上五郎・法華津孝太』日本経済新聞社〈私の履歴書 経済人 9〉、1980年10月。ISBN 9784532030599。
- 『中政連十年の回顧と将来への期待』日本中小企業政治連盟〈中政連運動十年史 別冊〉、1966年4月。
- 『鮎川義介先生追想録』同・編纂刊行会、1968年11月。

## 家族・親族
- 父：鮎川弥八（長州藩士）[14]
- 母：ナカ（井上馨の姉常子と小沢正路の娘）[14][15]
  - 姉：スミ（高知県、三菱合資総理事木村久寿弥太に嫁ぐ）[16]
  - 妹：キヨ（山口県、実業家・政治家久原房之助に嫁ぐ）[15]
  - 妹：フジ（福岡県、実業家貝島太市に嫁ぐ）[17]
  - 弟：藤田政輔（藤田伝三郎の甥・藤田小太郎の娘婿となる）
- 大叔父：井上馨(長州藩士・政治家)
- 妻：美代（京都府、実業家・髙島屋創業家飯田藤二郎の長女）[14][18]
- 長男：弥一（実業家） 中小企業助成会は長男弥一の代にベンチャービジネス向けの投資会社「テクノベンチャー」に改組している[14][19]。
- 孫：純太（実業家・テクノベンチャー社長）[14][18]
- 二男：金次郎（政治家）[14][19]
  - 金次郎の妻：雅子（ノーネスユニバーシティ学園長）
- 長女：春子（西園寺不二男に嫁ぐ）[14][19]
- 次女：美菜子（瀬木庸介に嫁ぐ）[14][19]
  - その他の親戚：岸信介（官僚、政治家・首相、義介の従兄弟田辺譲の娘が岸の長男信和に嫁ぐ）、豊田喜一郎（トヨタ自動車創業者、妻の親戚である飯田家の繋がりによる）佐藤栄作（官僚、政治家・首相、岸の弟）、寺尾寿（天文学者、義介の妻の甥が寺尾の姉の曾孫と結婚[14]）、田中義一（首相、義介の孫娘は、田中の長男田中龍夫の次男と結婚）、DAIGO、加山雄三、岩倉具視、千葉雄大